# مارگارت کورت آرنا
مارگارت کورت آرنا (انگلیسی: Margaret Court Arena) یک ورزشگاه چند منظوره در شهر ملبورن، استرالیا است.
این ورزشگاه مخصوص ورزش‌های تنیس، نت‌بال و بکستبال در سال ۱۹۸۸ ساخته شده و میزبان مسابقات تنیس آزاد استرالیا نیز می‌باشد.
ورزشگاه به افتخار مارگارت کورت، تنیس‌باز استرالیایی، نامگذاری شده است.

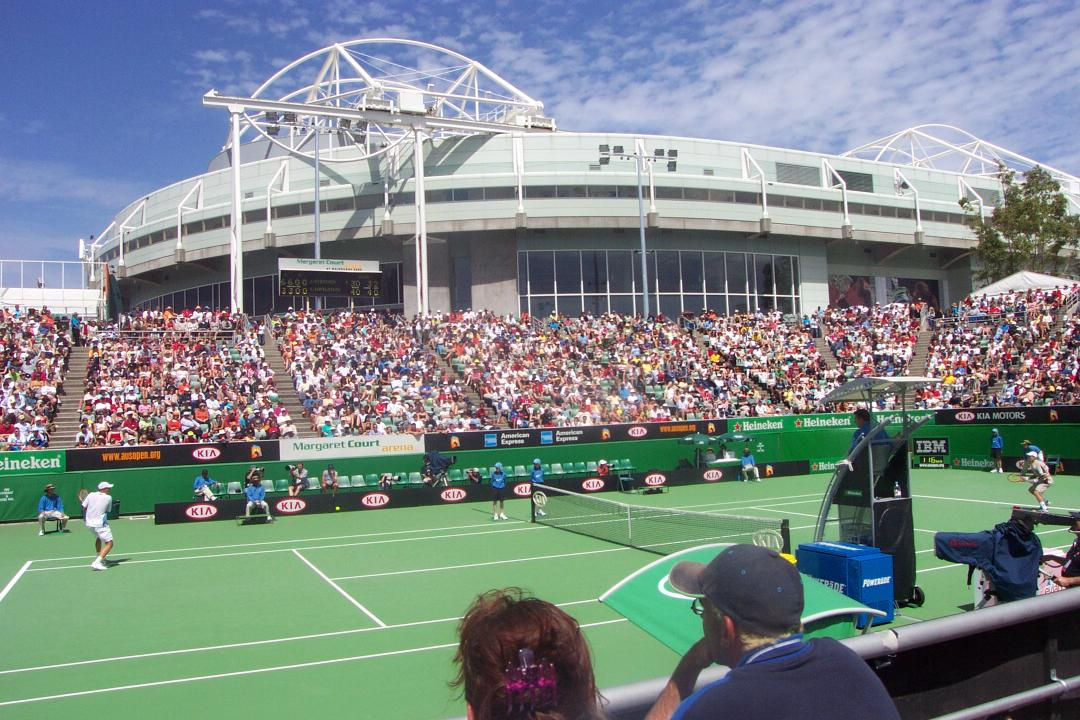
ورزشگاه مارگارت کورت آرنا و راد لیور آرنا در پشت‌زمینه